# Heliport Qaqortoq

i7
i11
i13
Der Heliport Qaqortoq (ICAO-Code: BGJH) ist ein Hubschrauberlandeplatz in Qaqortoq im südlichen Grönland.

## Lage und Ausstattung
Der Heliport liegt im südöstlichen Teil der Stadt, liegt auf einer Höhe von 53 Fuß und hat eine asphaltierte kreisrunde Landefläche mit einem Durchmesser von 13 m.

## Fluggesellschaften und Ziele
Der Heliport wird von Air Greenland bedient, welche saisonale regelmäßige Flüge zum Heliport Arsuk, zum Heliport Ammassivik und zum Heliport Alluitsup Paa sowie regelmäßige Flüge zum Heliport Nanortalik und zum Heliport Narsaq anbietet. Von dort aus kann der Flughafen Narsarsuaq erreicht werden.

## Zukunft
Der Hubschrauberlandeplatz soll zukünftig durch den neuen Flughafen Qaqortoq nördlich der Stadt ersetzt werden. Dieser ist momentan noch in Planung und soll 2025 fertiggestellt werden.